# Milibar
Milibar (symbol: mbar) – podwielokrotność bara, dawnej jednostki ciśnienia atmosferycznego, używanej w układach MKSA i CGS. W układzie SI jest odpowiednikiem 100 paskali.